# Compsoctena barbarella
Compsoctena barbarella är en fjärilsart som beskrevs av Walker 1856. Compsoctena barbarella ingår i släktet Compsoctena och familjen Eriocottidae. Inga underarter finns listade i Catalogue of Life.